# 問姓
問姓是一個中國姓氏，人數較少。据清朝康熙年间编成的《古今图书集成》记载，问姓在当时的襄州有分布，名人有明朝成化年间贡士问智。
今江苏省宝应县问家庄有很多问姓人，据称其原姓温，古时因受皇帝处罚，为避祸而把温姓改成了问姓。

## 外部連結
[在维基数据编辑]
 《欽定古今圖書集成·明倫彙編·氏族典·問姓部》，出自陈梦雷《古今圖書集成》